# K53/54次列車
K53/54次列車（中国語: K53/54次列车）とは、中華人民共和国の首都北京と遼寧省省都瀋陽市との間で運行されている中国鉄路総公司瀋陽鉄路局が運行する優等列車である。

## 概要
K53/54次列車では、唐山製の中国国鉄25G型客車が使用されている。その走行距離は727kmに及び、経路はほぼ京秦線、津山線、瀋山線。

## 列車編成
K53/54次列車の編成は18輛編成で、軟臥車（1等寝台車）2輛、硬臥車（2等寝台車）13輛、高級軟臥車（特等寝台車）、行李車（荷物車）、郵便車が各1輛である。

### 牽引機
| 区間                   | 北京↔瀋陽北                               |
| 機関車 所属 機関士所属 | 韶山9G型 瀋陽鉄路局瀋陽機務段 瀋陽/山海関 |

### 客車
| 運行区間   | 北京↔瀋陽北  | 北京↔瀋陽北                | 北京↔瀋陽北                | 北京↔瀋陽北                     | 北京↔瀋陽北                | 北京↔瀋陽北                | 北京↔瀋陽北             |
| 号車番号   | 1            | 2-11                       | 12                         | 13                              | 14                         | 15-17                      | 18                      |
| 車輛の種類 | UZ25G 郵便車 | YW25G 硬臥車 （2等寝台車） | RW25G 軟臥車 （1等寝台車） | RW19K 高級軟臥車 （特等寝台車） | RW25G 軟臥車 （1等寝台車） | YW25G 硬臥車 （2等寝台車） | XL25G 行李車 （荷物車） |

## 時刻表
| K53次 （瀋陽行き） | K53次 （瀋陽行き） | K53次 （瀋陽行き） | 停車駅 | K54次 （北京行き） | K54次 （北京行き） | K54次 （北京行き） |
| 走行距離           | 到着時間           | 出発時間           |        | 到着時間           | 出発時間           | 走行距離           |
| ------------------ | ------------------ | ------------------ | ------ | ------------------ | ------------------ | ------------------ |
| 0                  | —                  | 22:24              | 北京   | 07:41              | —                  | 727                |
| 727                | 07:25              | —                  | 瀋陽北 | —                  | 21:25              | 0                  |